# Валганг

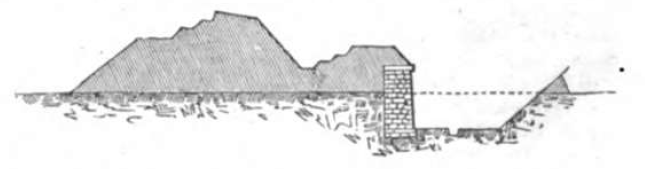
Валганги основного вала крепости и кавальера.

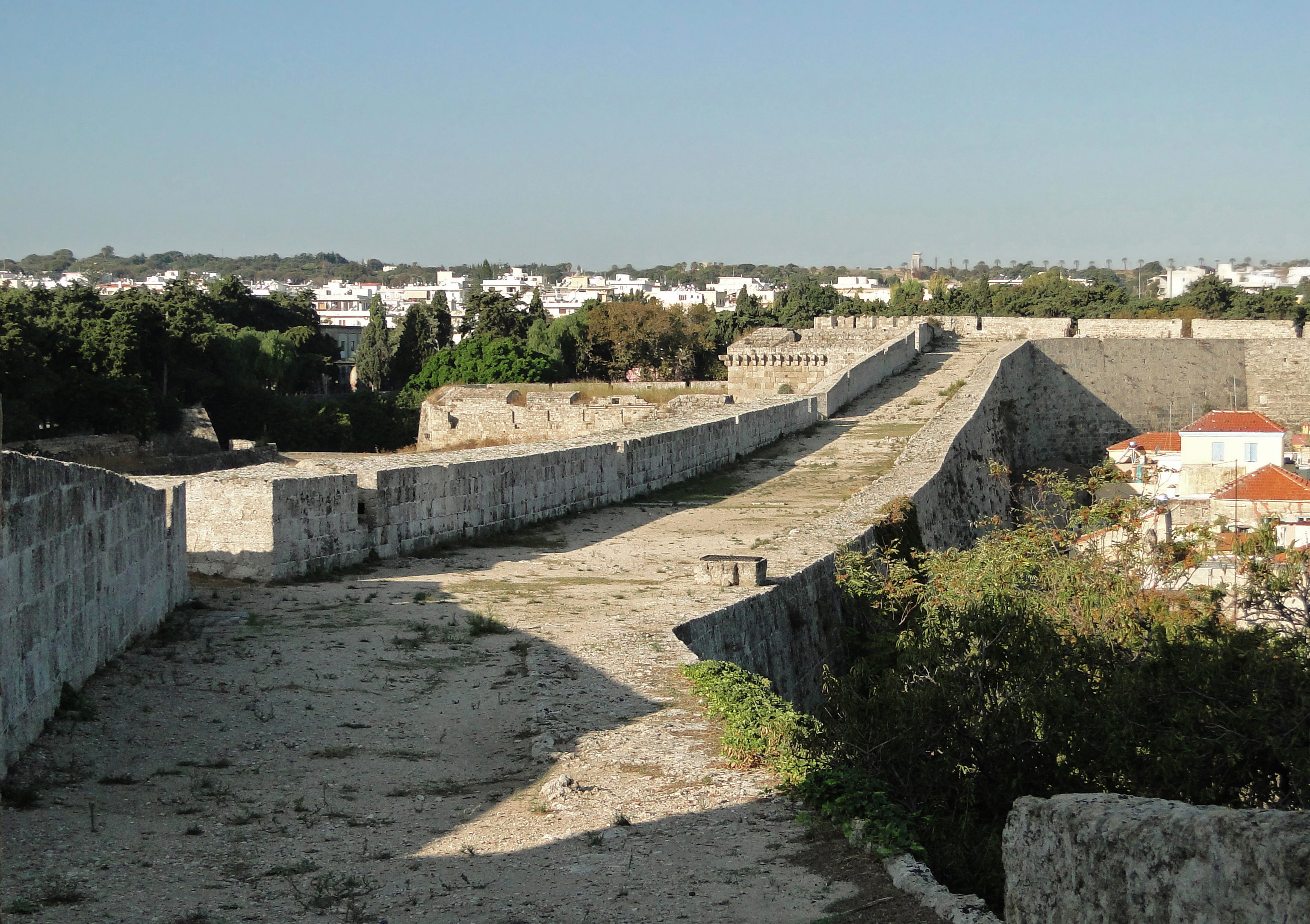
Валганг крепости на острове Родос

Валганг (от нем. Wall — вал, насыпь, и gehen — ходить), ход вала — элемент бастионной фортификации, верхняя часть крепостного вала, спереди защищённая бруствером и служащая для укрытого сообщения людей, провоза и расположения крепостных орудий. 
В некоторых источниках указано что Ва́лганг (м. нем.) дорога по крепостному валу, верхняя площадь его, и верхняя поверхность вала укреплений, на котором располагаются оборонительные средства, в некоторых источниках назван как Валганк. От валганга происходит название «валганговый фасад», то есть внутренняя сторона вала.
Валганг может располагаться двумя уступами: верхний, артиллерийский валганг, предназначен для ведения огня, а нижний, валганг сообщения или пониженный валгант, предназначен для перемещения орудий, боевых грузов и гарнизона.
Артиллерийский валганг располагался на 2,5 метра ниже гребня бруствера и имел ширину от 6 до 7 метров. Валганг сообщения пролегал на 4 метра ниже гребня бруствера и в ширину достигал три — четыре метра. Чтобы уменьшить степень поражения гарнизона при вражеском обстреле, не только от бомб, но и от разлёта камня, бруствер стали делать полностью из земли и дёрна, даже без верхнего покрытия.  
Расположенное на валганге запланированное количество орудий вело огонь через открытые амбразуры. Дополнительно поставленные орудия могли вести огонь или через банк (то есть через гребень бруствера, для чего под орудие мог сооружаться барбет). В крепостях простых конструкций открытые амбразуры могли вообще отсутствовать. Так как орудия обычно могут вести огонь примерно перпендикулярно линии куртины или фасов бастиона, то с валганга крепостного вала обстреливалась территория гласиса и внешних вспомогательных укреплений. Крепостной ров обычно мог простреливаться только с фланков бастионов (в том числе и через амбразуры орудийных казематов), а также из крайних открытых амбразур косого боя (если такие имелись) на куртинах, из капониров и с отдельных участков куртин тенальных и кремальерных фронтов.